# 新科娘

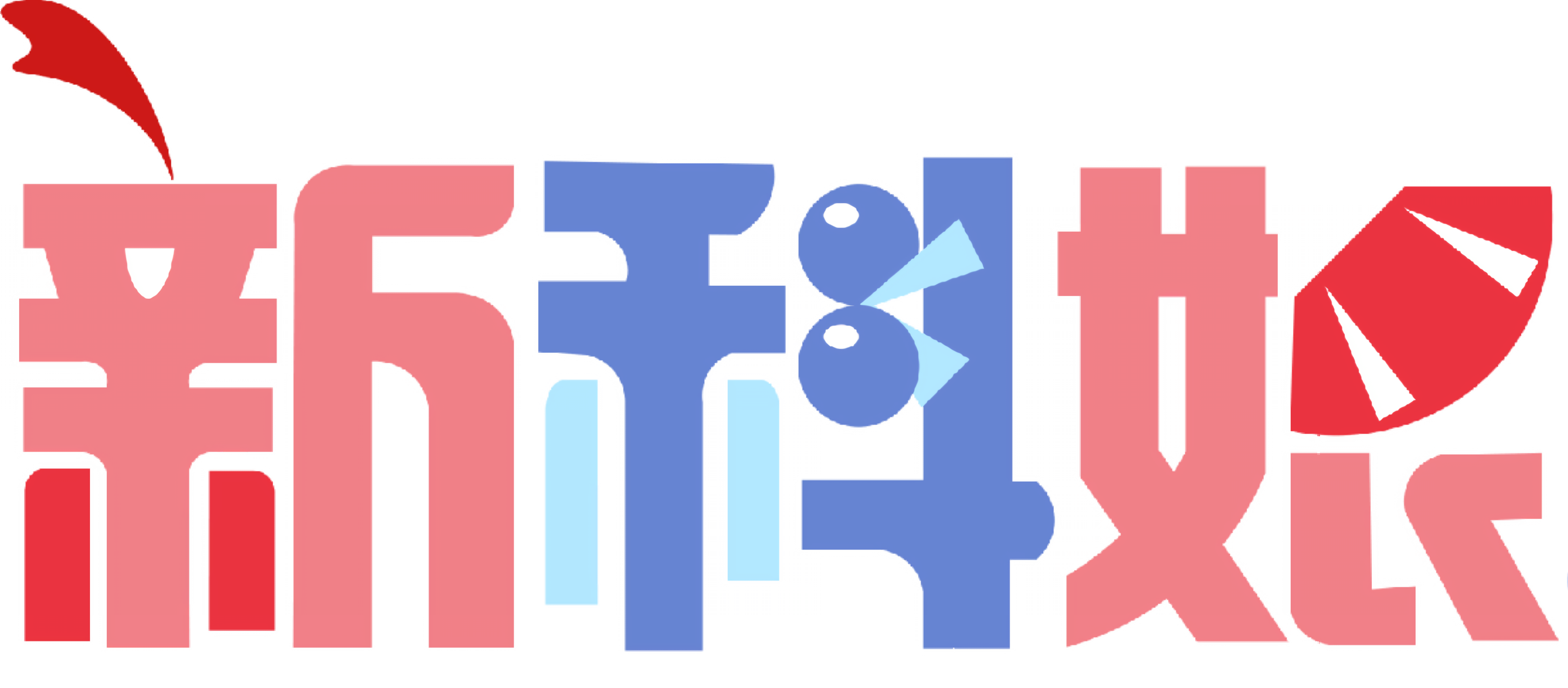
ロゴ

新科娘（しんかむすめ）または新科動漫娘（しんかどうまんむすめ）、Blingは、中国中央電視台（CCTV）が運営する中央新影新科動漫チャンネルの公式萌え擬人化キャラクターで、CCTV傘下のバーチャルUP主。2013年3月8日に初めてキャラクターが公開され、2019年8月から9月にバーチャルUP主活動を開始した。現在は主にBilibiliで配信を行っている。

## 歴史
CCTV新科動漫は、由中視新科動漫股份有限公司がプロデュースする、中国中央電視台の有料放送テレビチャンネルであり、主に動漫を放送している。このチャンネルは2008年3月24日に開設が決まり、同年11月28日に正式に開始された。
2013年3月8日に新科動漫は、チャンネルの擬人化キャラクター「新科娘」を発表した。公式サイトによると、新科娘は「CCTV新科動漫のACG方面の報道官」であり「ホスト、マスコット」「チャンネル公式微博の管理人」とされる。その時の新科娘は、赤と白色の中国の制服（日本におけるジャージ）を着て、紅領巾と五道杠を身に着け、手には水道メーターを持っていた。同年7月、新科動漫と上海漫風网絡科技有限公司は、新科娘が登場するゲーム『逆时空OL』を共同で制作した。
2019年7月26日、CCTV新科動漫のBilibiliアカウントが約5年ぶりに更新された。8月6日、このアカウントで「新科娘Official」アカウントの開設が発表された。8月8日、CCTV新科動漫のアカウントは、新科娘を7頭身のキャラクターにリニューアルしてデザインするためにバーチャルUP主をプロデュースする事務所であるLuccaと協力体制を築くと発表した。9月1日、正式に転生が発表され、新科娘はバーチャルYouTuberとなった。9月5日、運営チームは「上層部からの要求」を受け、デザインから紅領巾と五道杠を消し、2日後の9月7日に修正を完了させた。このエピソードから、ネチズンはキャラクターに「史上最悪のバーチャルアイドル」という渾名を付けた。

## キャラクター
公式発表によると、新科娘は16歳で、身長159cm、体重47kg、誕生日は3月8日である。デザインのリニューアル後は学校の制服から、ジャイアントパンダの人形が付いた赤いスカートと白いニーソックスという服装に変わった。公式微博は、赤いアホ毛は2013年当時のCCTVのロゴの赤色の「C」に由来すると述べている。